# Емануил Томас Савойски-Каринян
Емануил Томас Амадей Савойски-Каринян (на френски: Thomas Emanuel Amedee, de Savoie-Carignano Comte de Soissons; * 8 декември 1687, Париж, Кралство Франция; † 28 декември 1729, Виена, Хабсбургска монархия) е херцог Савоя-Каринян от кадетския клон на Савойската династия,  граф на Соасон от 1702 г., губернатор на Антверпен.

## Произход
Той е син на принц Лудвиг Томас Савойски-Каринян (1657 – 1702), граф на Соасон  и военен, и на съпругата му Урания дьо Ла Крот дьо Бове (1655 – 1717). Внук е на военния Евгений Маврикий Савойски-Каринян, който получава Графство Соасон от френския крал Луи XV и основава кратко просъществувалия кадетски клон Савоя-Каринян. Племенник е на значимия австрийски военачалник и държавник принц Евгений. Има четирима братя и две сестри:
- Мария Анна Витория (* 1683, †1763), мадмоазел дьо Соасон, наследява огромното богатство на чичо си Евгений Савойски, съпруга на принц Йозеф Фридрих фон Саксония-Хилдбургхаузен
- Лудвиг Томас (* 1685, † 1695);
- Тереза Анна Луиза (* 1686, † 1736);
- Маврикий (* 1690, † 1710);
- Евгений (* 1692, † 1712);
- Филип Емануил (* 1697, † 1762)

## Биография
Емануил Томас започва военна кариера, служи в императорската войска, бие се във Войната за испанското наследство на страната на Хабсбургите. През 1712 г. става кавалер на Ордена на Златното руно. Става губернатор на Антверпен и на 18 октомври 1723 г. е повишен във фелдмаршал.

## Брак и потомство
∞ 24 октомври 1713 във Виена за принцеса Мария Тереза Анна Фелицита фон Лихтенщайн (* 11 май 1694; † 20 февруари 1772, Виена), наследница на Тропау, дъщеря на княз Йохан Адам I Андреас фон Лихтенщайн и на съпругата му принцеса Ердмунда Мария фон Дитрихщайн-Николсбург, от която има един син:
- Евгений Йоан Франциск Савойски-Соасон (* 23 септември 1714; † 24 ноември 1734, Манхайм), херцог на Савоя-Каринян и на Тропау, 1731 рицар на Ордена на Златното руно; ∞ 10 ноември 1734 за Мария Тереза Чибо-Маласпина (* 29 юни 1725, Новелара, † 25 декември 1790, Реджо). Бракът не е осъществен, двойката никога не се вижда, принцът умира същата година. Бракът е анулиран.